# Macropsis osborni
Macropsis osborni är en insektsart som beskrevs av Breakey 1932. Macropsis osborni ingår i släktet Macropsis och familjen dvärgstritar. Inga underarter finns listade i Catalogue of Life.